# Сборная Оффали по гэльским играм
Сборная Оффали по гэльским играм, как орган управления — Оффалийский совет Гэльской атлетической ассоциации  или Совет графства Оффали при Гэльской атлетической ассоциации (англ. Offaly County Board of the Gaelic Athletic Association / Offaly GAA, ирл. Cumann Lúthchleas Gael Chontae Uíbh Fhailí / CLG Chontae Uíbh Fhailí), транслитерированное название Оффали ГАА — команда графства Оффали, выступающая в соревнованиях Гэльской атлетической ассоциации. Относится к числу 32 команд графств острова Ирландия, заведует развитием гэльских игр в графстве Лиишь как на уровне отдельных команд, так и всего графства.

## Хёрлинг
В первой половине XX века команда Оффали отметилась лишь локальными успехами, выиграв дважды Всеирландский чемпионат среди дублёров и шесть раз победив в аналогичном первенстве Ленстера. Развитие хёрлинга затем притихло надолго, и лишь в 1970-е годы благодаря программе развития хёрлинга в тех графствах, где он не особо популярен, Оффали стал первым графством, которое сумело добиться успехов по этой программе. В 1980-е годы команда выиграла шесть титулов чемпиона Ленстера, а в 1981 году впервые выиграла Всеирландский чемпионат.
Всего в активе Оффали числится четыре титула всеирландских чемпионов. В 1994 году Оффали одержал самую знаменитую победу в своей истории, которая запомнилась как «пятиминутный финал» (англ. five minute final). Противником Оффали была команда Лимерика, которая претендовала на первую победу с 1973 года. Лимерикцы уверенно вели в счёте, пока в последние пять минут оффалийцы не забили пять голов между штанг и два гола в ворота, выиграв финал со счётом 3-16 — 2-15. Команда школьников Оффали 12 раз выходила в финалы всеирландского чемпионата по хёрлингу, но не победила ни разу.

### Достижения
- Всеирландские чемпионы[англ.]: 1981, 1985, 1994, 1998
- Всеирландские чемпионы среди юношей[англ.]: 1986, 1987, 1989
- Всеирландские чемпионы среди дублёров[англ.]: 1923, 1929
- Чемпионы Национальной лиги[англ.]: 1991
- Чемпионы Ленстера[англ.]: 9 раз (1980, 1981, 1984, 1985, 1988, 1989, 1990, 1994, 1995)
- Чемпионы Ленстера среди дублёров[англ.]: 7 раз (1915, 1922, 1923, 1924, 1929, 1938, 1953)
- Чемпионы Ленстера среди молодёжных команд[англ.]: 6 раз (1978, 1989, 1991, 1992, 2000, 2023)
- Чемпионы Ленстера среди юниоров[англ.]: 5 раз (1986, 1987, 1989, 2000, 2022)
- Обладатели Кубка Уолша[англ.]: 5 раз (1977, 1981, 1990, 1993, 1994)
- Обладатели Кубка Кехоу[англ.]: 2020[англ.]

## Гэльский футбол
В активе Оффали три титула всеирландских чемпионов, выигранных в 1971, 1972 и 1982 годах. Финал 1982 года считается наиболее известным: во второй раз подряд в финале Оффали играл против Керри. Керри претендовали на пятую подряд победу в финале Всеирланских чемпионатов: за две минуты до конца второго тайма Керри выигрывали с разницей в 2 очка, когда на замену вышел Шеймус Дарби и после дальнего паса верхом от Лиама О’Коннора принял мяч и расстреляв ворота в упор, забив трёхочковый гол и принеся Оффали сенсационную победу. В активе сборной школьников Оффали было шесть Всеирландских финалов, но все шесть финалов оффалийцы проиграли, впервые выйдя в финал в 1961 году и уступив команде Корка.

### Достижения
- Всеирландские чемпионы: 1971, 1972, 1982
- Всеирландские чемпионы (до 21)[англ.]: 1988
- Всеирландские чемпионы среди юношей[англ.]: 1964
- Чемпионы Национальной футбольной лиги[англ.]: 1998
- Чемпионы Ленстера: 10 раз (1960, 1961, 1969, 1971, 1972, 1973, 1980, 1981, 1982, 1997)
- Чемпионы Ленстера (до 21)[англ.]: 8 раз (1968, 1971, 1973, 1977, 1979, 1986, 1988, 1995)
- Чемпионы Ленстера среди юниоров[англ.]: 6 раз (1947, 1960, 1962, 1964, 1965, 1989)
- Чемпионы Ленстера среди дублёров[англ.]: 4 раза (1935, 1972, 1998, 2001)
- Обладатели Кубка О’Бирна[англ.]: 6 раз (1954, 1961, 1981, 1993, 1997[англ.], 1998[англ.])

### Текущий состав
- Менеджер[англ.]: Джон Моуэн

Стартовый состав на матч второго раунда всеирландской квалификации Всеирландского чемпионата 2019 года против Слайго (23 июня 2019)
| \| Номер \| Имя \| Позиция \| Клуб \| \| ----- \| --------------------- \| --------------------- \| ---------------------- \| \| 1 \| Падди Даникан \| Вратарь \| Шемрокс[англ.] \| \| 2 \| Деклан Хоган \| Правый корнер-бэк \| Род[англ.] \| \| 3 \| Оуэн Ригни \| Фулл-бэк \| Род[англ.] \| \| 4 \| Дэвид Демпси \| Левый корнер-бэк \| Балликоммон \| \| 5 \| Киан Донохью \| Правый винг-бэк \| Сент-Бригидс[англ.] \| \| 6 \| Джонни Малоуни \| Центр-бэк \| Талламор \| \| 7 \| Ниалл Дарби \| Левый винг-бэк \| Род[англ.] \| \| 8 \| Оуэн Кэрролл \| Полузащитник \| Каппинкур \| \| 9 \| Питер Каннингем \| Полузащитник \| Бракна \| \| 10 \| Шейн Хоран \| Правый винг-форвард \| Килмакод Кроукс[англ.] \| \| 11 \| Энтон Салливан[англ.] \| Центр-форвард \| Род[англ.] \| \| 12 \| Кэтал Манган \| Левый винг-форвард \| Килклонферт \| \| 13 \| Бернард Аллен \| Правый корнер-форвард \| Тобер \| \| 14 \| Ниалл Макнэйми \| Фулл-форвард \| Род[англ.] \| \| 15 \| Рури Макнэйми \| Левый корнер-форвард \| Род[англ.] \| |                 |                       |                 |
| Номер | Имя             | Позиция               | Клуб            |
| 1 | Падди Даникан   | Вратарь               | Шемрокс         |
| 2 | Деклан Хоган    | Правый корнер-бэк     | Род             |
| 3 | Оуэн Ригни      | Фулл-бэк              | Род             |
| 4 | Дэвид Демпси    | Левый корнер-бэк      | Балликоммон     |
| 5 | Киан Донохью    | Правый винг-бэк       | Сент-Бригидс    |
| 6 | Джонни Малоуни  | Центр-бэк             | Талламор        |
| 7 | Ниалл Дарби     | Левый винг-бэк        | Род             |
| 8 | Оуэн Кэрролл    | Полузащитник          | Каппинкур       |
| 9 | Питер Каннингем | Полузащитник          | Бракна          |
| 10 | Шейн Хоран      | Правый винг-форвард   | Килмакод Кроукс |
| 11 | Энтон Салливан  | Центр-форвард         | Род             |
| 12 | Кэтал Манган    | Левый винг-форвард    | Килклонферт     |
| 13 | Бернард Аллен   | Правый корнер-форвард | Тобер           |
| 14 | Ниалл Макнэйми  | Фулл-форвард          | Род             |
| 15 | Рури Макнэйми   | Левый корнер-форвард  | Род             |

## Камоги
В 1930-е годы в графстве появились девять клубов по камоги. Команда Оффали подавала заявку на участие в чемпионатах Ленстера 1935 и 1936 годов, однако из-за разногласий в Ассоциации камоги Оффали не выступал долгое время в турнирах. Возрождение спорта состоялось благодаря Мэри О’Брайан, уроженке графства Клэр, в 1973 году. В 1979 году совет графства Оффали подвергся изменениям в связи с развитием камоги. Первую победу в камоги команда графства Оффали одержала в 2002 году, выиграв второй дивизион Национальной лиги (победа над Лиишь со счётом 3-18 — 2-6), а в 2009 году в финале Всеирландского чемпионата дублёров нанесла поражение Уотерфорду (победа со счётом 3-14 — 2-8).
В 2003 году на клубном уровне в финал Всеирландского чемпионата вышел клуб «Драмкаллен», проигравший клубу «Кроссмаглен» со счётом 0-6 — 2-5. Среди других выступлений отмечаются победа «Драмкаллена» в розыгрыше щита Клэр и победа в розыгрыше щита в 3-м дивизионе турнира Фестиваля гэлов в 1997 году. Среди выдающихся игроков в камоги от Оффали выделяются игроки сборной всех времён: Карен Брэди, Элейн Дермоди, Одри Кеннеди, Микаэла Моркан, Фиона Стивенс и Арлин Уоткинс. Должность президента Ассоциации камоги занимала Мириам О’Каллахан.
В 2010—2015 годах в графстве действовал план развития камоги под девизом «Наша игра, наша страсть» (англ. Our Game, Our Passion); к 2015 году планировалось создать пять новых клубов по этому виду спорта.